# Беша (округ Левіце)
Беша (словац. Beša) — село, громада округу Левіце, Нітранський край. Кадастрова площа громади — 7.28 км².
Населення 639 осіб (станом на 31 грудня 2018 року).

## Історія
Беша згадується 1292 року.

## Населення
| Рік:            | 1994. | 2004.   | 2014.   | 2024.   |
| --------------- | ----- | ------- | ------- | ------- |
| Кількість осіб: | 704   | 666     | 650     | 635     |
| Різниця:        |       | -5,39 % | -2,40 % | -2,30 % |

| Рік:            | 2023. | 2024.   |
| --------------- | ----- | ------- |
| Кількість осіб: | 626   | 635     |
| Різниця:        |       | +1,43 % |